# Rigpa

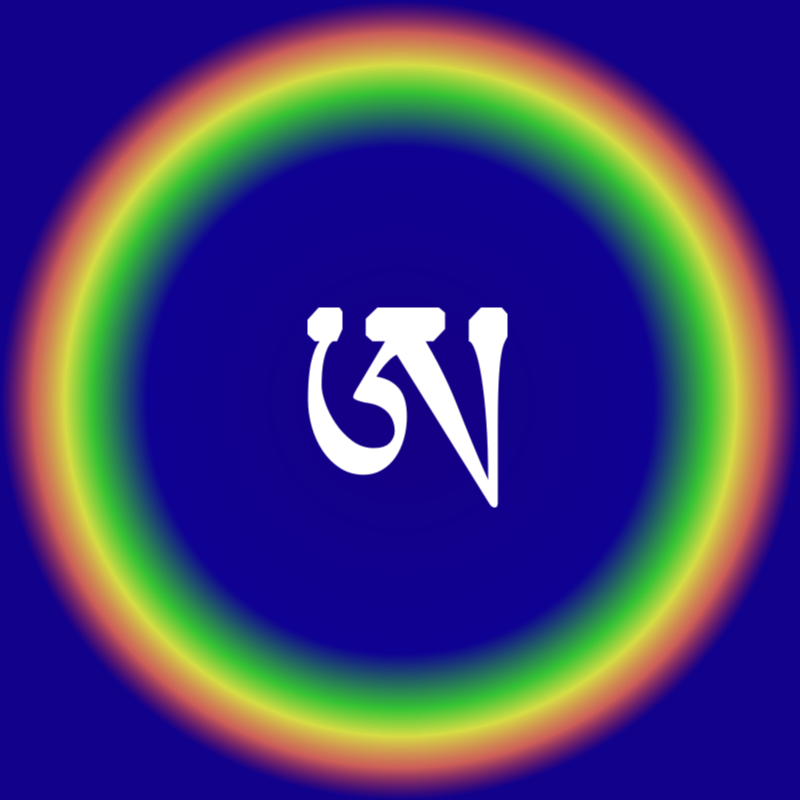
Símbol relacionat amb el rigpa

En l'ensenyament de Dzogchen, rigpa (tibetà: རིག་པ་, Wylie: rig pa; sànscrit: Vidyā; "coneixement") és el coneixement del gzhi (terreny, estat primordial). El contrari de rigpa és marigpa (avidyā, ignorància).